# 衍聖公
衍聖公（えんせいこう）は、北宋から清にかけての封爵名。孔子の嫡流の子孫が世襲した。
秦の始皇帝は九世の子孫の孔鮒を魯国文通君に封じた。前漢の高祖は孔鮒の弟の孔騰を奉祀君に封じた。
その後、儒教が前漢の国学となるとその宣揚のために元帝は十三世の子孫の孔覇に関内侯の爵位と褒成君の号を与え、哀帝は十四世の子孫の孔吉を殷紹嘉侯に封じた。平帝は1年に十六世の子孫の孔均を褒成侯に封じ、世襲とした。以後、後漢の明帝が十八世の子孫の孔損を褒亭侯に封じたのと安帝が十九世の子孫の孔曜を奉聖亭侯に封じたのを除けば、漢を通じて褒成侯の爵位が受け継がれた。
その後、三国時代の魏では宗聖侯、西晋・東晋・南朝宋では奉聖亭侯、北魏では崇聖侯、北斉では恭聖侯と改められた。北周のときに鄒国公に格上げされ、隋では文帝が鄒国公に封じたが、煬帝のときに紹聖侯に改められた。
唐では当初は褒聖侯に封じていたが、開元年間に孔子に文宣王の称号が贈られると、褒聖侯も公爵に格上げされ、文宣公と呼ばれるようになった。北宋の仁宗の至和2年（1055年）に文宣公は衍聖公に改められ、後代に受け継がれた。
清でも、孔子の嫡流を尊び、歴代の当主を衍聖公に封じた。順治帝は、順治2年（1645年）に孔子を「大成至聖文宣先師孔子」とし、康熙帝は大成殿に「万世の師表」と自ら書いた扁額を掲げた。雍正帝は、孔子の先祖五代にそれぞれ肇聖王・裕聖王・貽聖王・昌聖王・啓聖王の王位を追封している。乾隆帝は公主を72代衍聖公孔憲培の妻とするなど、歴代の衍聖公を尊んだ。光緒帝と西太后（慈禧皇太后）も衍聖公を尊び、76代衍聖公（孔令貽）も紫禁城の招かれている。西太后の60歳の祝いには、76代衍聖公はその母と共に北京に入ったが、西太后みずからが謁見をしている。
辛亥革命後に誕生した、孔徳成は優待条件で維持されていた清朝朝廷（宣統帝）より、77代衍聖公に封じられている。
1935年、国民政府は清朝の爵位を廃止し、衍聖公を大成至聖先師奉祀官と改めたが、依然として世襲とされている。2009年より孔垂長が在職。